# Irrsdorfer Bach
Der Irrsdorfer Bach, über seinen gesamten Lauf auch Mühlbach genannt, ist ein Bach in Oberösterreich und Salzburg. Er fließt großteils in der Gemeinde Oberhofen am Irrsee des oberösterreichischen Bezirks Vöcklabruck, danach kürzer in der Gemeinde Straßwalchen des salzburgischen Bezirks Salzburg-Umgebung. Er mündet nach Durchlaufen des namengebenden Straßwalchener Dorfes Irrsdorf von links in den Hainbach.

## Verlauf
Der Irrsdorfer Bach entspringt in den Mondseer Flyschbergen in einem Flyschgraben nordwestlich unterhalb des Schoibernbergs und fließt zunächst in westlicher Richtung, dann in Richtung Nord bis Nordwest. Nachdem er in Obernberg von rechts den Obernberggraben aufgenommen hat, verlässt er den Ort und fließt dann für ca. 500 Meter parallel zur B154. Der Irrsdorfer Bach macht schließlich einen Bogen nach Westen, unterquert dabei die B154 und tritt anschließend in das Gemeindezentrum von Oberhofen am Irrsee ein. Er ändert seine Fließrichtung nun nach Nordwesten und passiert dabei die Ortschaften Eichenweg und Rabenschwand (Gemeinde Oberhofen am Irrsee) und nimmt dabei von links den Oberhofner Bach auf, der seinen wichtigsten Zubringer bildet. Ab dessen Einmündung ändert der Bach seine Fließrichtung wieder gänzlich nach Norden und durchfließt in westlicher Richtung die Ortschaft Römerhof (Gemeinde Oberhofen am Irrsee). Der Irrsdorfer Bach unterfließt dann noch ein Bahngleis der Westbahn, bevor er die Grenze zwischen Oberösterreich und dem Land Salzburg überquert. Ab hier fließt er wieder in nordwestlicher Richtung parallel zu demselben Bahngleis, passiert in südlicher Richtung die Ortschaft Haslach (Gemeinde Oberhofen am Irrsee) und nimmt noch drei kurze Hangbäche auf, die vom Irrsberg kommen, darunter auch der Haslachgraben. Diese fallen jedoch oft trocken, wenn länger kein Regen fällt. Nun verlässt der Irrsdorfer Bach das Gemeindegebiet von Oberhofen zur Gänze, tritt in die namensgebende Ortschaft Irrsdorf (Gemeinde Straßwalchen) ein und durchfließt diese in nördliche Richtung. Er verlässt Irrsdorf schließlich und macht einen Bogen nach Nordosten. Auf seinen letzten Metern unterquert der Irrsdorfer Bach erneut die B154 und mündet dann in der Hainbachsiedlung (Gemeinde Straßwalchen) schließlich von links in den Hainbach.

## Ökologie
Der Bach verläuft zunächst in einem Kerbtal mit naturnahem, schlängelnden Verlauf in einem schottrigen Bett mit groben Blöcken und kleinen Treppen durch Geröll, Geäst und Totholzanschwemmungen. Bei Oberhofen fließt er durch Laubwald, der vorwiegend aus Gemeiner Esche, Bergahorn, Ulmen, Rotbuche, Hainbuche, Haselnuss, Blutrotem Hartriegel, Schwarzem Holunder mit Unterwuchs aus Echter Nelkenwurz, Stinkendem Storchschnabel und Kratzbeere besteht. In Rabenschwand verläuft er naturnah in einem unbefestigten Bett, abschnittsweise bestockt und gut beschattet, kurz vor der Landesgrenze ist der Lauf begradigt.
Der ökologische Gesamtzustand wurde 2021 als schlecht eingestuft.